# 2012年夏季奧林匹克運動會擊劍比賽
2012年夏季奧林匹克運動會擊劍比賽於2012年7月28日至8月5日在倫敦展覽中心中舉行。此次比赛共分为10个小项，男女各5个。根据奥运击剑小项轮换制度，该届奥运不设男子团体重剑和女子团体佩剑。

## 獎牌榜
| 排名                      | 国家 / 地区               | 金牌 | 銀牌 | 銅牌 | 总计 |
| ------------------------- | ------------------------- | ---- | ---- | ---- | ---- |
| 1                         | 意大利                    | 3    | 2    | 2    | 7    |
| 2                         | 韩国                      | 2    | 1    | 3    | 6    |
| 3                         | 中国                      | 2    | 0    | 1    | 3    |
| 4                         | 乌克兰                    | 1    | 0    | 1    | 2    |
| 5                         | 匈牙利                    | 1    | 0    | 0    | 1    |
| 5                         | 委内瑞拉                  | 1    | 0    | 0    | 1    |
| 7                         | 俄罗斯                    | 0    | 2    | 1    | 3    |
| 8                         | 德国                      | 0    | 1    | 1    | 2    |
| 9                         | 埃及                      | 0    | 1    | 0    | 1    |
| 9                         | 日本                      | 0    | 1    | 0    | 1    |
| 9                         | 挪威                      | 0    | 1    | 0    | 1    |
| 9                         | 罗马尼亚                  | 0    | 1    | 0    | 1    |
| 13                        | 美国                      | 0    | 0    | 1    | 1    |
| 总计（共13个国家 / 地区） | 总计（共13个国家 / 地区） | 10   | 10   | 10   | 30   |

## 獎牌得主

### 男子
| 項目             | 金牌                                                                               | 银牌                                                                                                | 铜牌                                                                            |
| 個人重劍（詳細） | 鲁文·利马尔多 · 委内瑞拉（VEN）                                                    | Bartosz Piasecki · 挪威（NOR）                                                                      | 鄭鎭善 · 韩国（KOR）                                                            |
| 個人花劍（詳細） | 雷聲 · 中国（CHN）                                                                 | 阿萊爾丁·阿波爾卡西姆 · 埃及（EGY）                                                                 | 崔秉哲 · 韩国（KOR）                                                            |
| 團體花劍（詳細） | 意大利 · 瓦莱里奥·阿斯普罗蒙特 · 安德烈亚·巴尔迪尼 · 乔治·阿沃拉 · 安德烈亚·卡萨拉 | 日本 · 三宅諒 · 太田雄贵 · 千田健太 · 淡路卓                                                        | 德国 · 彼得·约皮希 · 塞巴斯蒂安·巴赫曼 · 本傑明·克萊布林克 · 安德烈·韦塞尔斯    |
| 個人佩劍（詳細） | 斯拉奇·阿伦 · 匈牙利（HUN）                                                        | 迭戈·奥基乌齐 · 意大利（ITA）                                                                       | 尼古拉·科瓦廖夫 · 俄罗斯（RUS）                                                 |
| 團體佩劍（詳細） | 韩国（KOR） · 金政焕 · 元禹宁 · 具本佶 · 吴恩锡                                    | 罗马尼亚（ROM） · 拉雷什·杜米特雷斯库 · 蒂贝留·多尔尼恰努 · 弗洛林·扎洛米尔 · 亚历山德鲁·西里采亚努 | 意大利（ITA） · 阿尔多·蒙塔诺 · 迭戈·奥基乌齐 · 路易吉·薩梅萊 · 路易吉·塔兰蒂诺 |

### 女子
| 項目             | 金牌                                                                                          | 银牌                                                                                          | 铜牌                                                                      |
| 個人重劍（詳細） | 揚娜·舍米亞金娜 · 乌克兰（UKR）                                                               | 布丽塔·海德曼 · 德国（GER）                                                                   | 孙玉洁 · 中国（CHN）                                                      |
| 團體重劍（詳細） | 中国（CHN） · 李娜 · 孫玉潔 · 許安琪 · 骆晓娟                                                 | 韩国（KOR） · 申雅嵐 · 政孝正 · 崔仁贞 · 崔恩淑                                               | 美国（USA） · Maya Lawrence · 考特妮·赫尔利 · 凯莉·赫尔利 · Susie Scanlan |
| 個人花劍（詳細） | 埃莉萨·迪弗朗西丝卡 · 意大利（ITA）                                                           | 阿里安娜·埃里戈 · 意大利（ITA）                                                               | 瓦倫蒂娜·韋扎利 · 意大利（ITA）                                           |
| 團體花劍（詳細） | 意大利（ITA） · 瓦倫蒂娜·韋扎利 · 阿里安娜·埃里戈 · 埃莉萨·迪弗朗西丝卡 · 伊拉里娅·萨尔瓦托里 | 俄罗斯（RUS） · 因娜·德里格拉佐娃 · 拉里莎·克羅貝尼科娃 · 艾達·恰納耶娃 · 卡米拉·加富尔贾诺娃 | 韩国（KOR） · 南贤喜 · 郑吉玉 · 全希叔 · 吴荷娜                           |
| 個人佩劍（詳細） | 金智妍 · 韩国（KOR）                                                                          | 索菲娅·韦莉卡娅 · 俄罗斯（RUS）                                                               | 奥莉加·哈尔兰 · 乌克兰（UKR）                                             |

## 外部連結
- 官方网站（英文）